# ISO 3166-2:PK
ISO 3166-2:PK es la entrada para Pakistán en ISO 3166-2, parte de los códigos de normalización ISO 3166 publicados por la Organización Internacional de Normalización (ISO), que define los códigos para los nombres de las principales subdivisiones (p.ej., provincias o estados) de todos los países codificados en ISO 3166-1.
En la actualidad, para Pakistán los códigos ISO 3166-2 se definen para 4 provincias, 2 áreas administradas por Pakistán y el Territorio de Islamabad capital. Este último contiene la capital del país, Islamabad, y tiene un estatus especial, equiparable al de las provincias y las áreas administradas.
Cada código consta de dos partes, separadas por un guion. La primera parte es PK, el código ISO 3166-1 alfa-2 para Pakistán. La segunda parte tiene dos letras.

## Códigos actuales
Los nombres de las subdivisiones se ordenan según el estándar ISO 3166-2 publicado por la Agencia de Mantenimiento ISO 3166 (ISO 3166/MA).
Los códigos ISO 639 se usan para representar los nombres de las subdivisiones en los siguientes idiomas oficiales:
- (en): Inglés
- (ur): Urdu

Pulsa sobre el botón en la cabecera para ordenar cada columna.
| Código | Nombre de la subdivisión (en) | Nombre de la subdivisión (ur) (BGN/PCGN 2007) | Nombre de la subdivisión (es)              | Categoría de la subdivisión      |
| ------ | ----------------------------- | --------------------------------------------- | ------------------------------------------ | -------------------------------- |
| PK-IS  | Islamabad                     | Islāmābād                                     | Islamabad                                  | territorio federal de la capital |
| PK-BA  | Balochistan                   | Balōchistān                                   | Baluchistán                                | provincia                        |
| PK-KP  | Khyber Pakhtunkhwa            | Khaībar Pakhtūnkhwā                           | Jaiber Pastunjuá                           | provincia                        |
| PK-PB  | Punjab                        | Panjāb                                        | Punyab                                     | provincia                        |
| PK-SD  | Sindh                         | Sindh                                         | Sind                                       | provincia                        |
| PK-JK  | Azad Jammu and Kashmir        | Āzād Jammūñ o Kashmīr                         | Azad Cachemira (la variante local es AJ&K) | Área administrada por Pakistán   |
| PK-GB  | Gilgit-Baltistan              | Gilgit-Baltistān                              | Gilgit-Baltistán                           | Área administrada por Pakistán   |

## Códigos anteriores
| Código | Nombre de la subdivisión (en)             | Categoría de la subdivisión |
| ------ | ----------------------------------------- | --------------------------- |
| PK-TA  | Áreas Tribales federalmente administradas | territorio                  |

## Cambios
Los siguientes cambios de entradas han sido anunciados en los boletines de noticias emitidos por el ISO 3166/MA desde la primera publicación del ISO 3166-2 en 1998, cesando esta actividad informativa en 2013.
| Informe                       | Fecha de emisión                     | Descripción del cambio reportado | Cambio de código o subdivisión                                                                             |
| ----------------------------- | ------------------------------------ | --- | --- |
| Boletín II-3                  | 2011-12-13 (corregido el 2011-12-15) | Cambio de nombre, reajuste lingüístico y se actualiza el origen de la lista | Códigos:PK-NW North-West Frontier → PK-KP Khyber Pakhtunkhwa PK-NA Northern Areas → PK-GB Gilgit-Baltistan |
| Plataforma en línea de la ISO | 2015-11-27                           | Se añade el sistema de romanización para el urdu | |
| Plataforma en línea de la ISO | 2017-11-23                           | Cambio ortográfico del nombre de la categoría: de ilaqa a ‘alāqahilaqa, de suba a sūbah, de wafaqi dar-ul-hakumat ka ilaqa a wafāqī dār al ḩikūmat ‘alāqah; cambia el nombre de la subdivisión: de PK-JK (inglés y urdu); se añade la variante local de PK-JK en inglés; se actualiza el origen de la lista | |
| Plataforma en línea de la ISO | 2019-11-22                           | Se suprime el territorio PK-TA; se actualiza el origen de la lista | |